# Cryosophila macrocarpa
Cryosophila macrocarpa är en enhjärtbladig växtart som beskrevs av R.J.Evans. Cryosophila macrocarpa ingår i släktet Cryosophila och familjen Arecaceae. Inga underarter finns listade i Catalogue of Life.